# Vouvray
Vouvray is een gemeente in het Franse departement Indre-et-Loire (regio Centre-Val de Loire). De plaats maakt deel uit van het arrondissement Tours. Vouvray telde op 1 januari 2022 3.397 inwoners.
In 1846 werd een spoorwegbrug over de Loire voor de spoorlijn Parijs - Tours ingehuldigd. Deze brug telde twaalf bogen. De brug was het doelwit van geallieerde bombardementen in 1944 en werd herbouwd in 1947 met twee extra bogen.

## Geografie
De oppervlakte van Vouvray bedroeg op 1 januari 2022 22,92 vierkante kilometer; de bevolkingsdichtheid was toen 148,2 inwoners per km². De gemeente ligt op de rechteroever van de Loire.

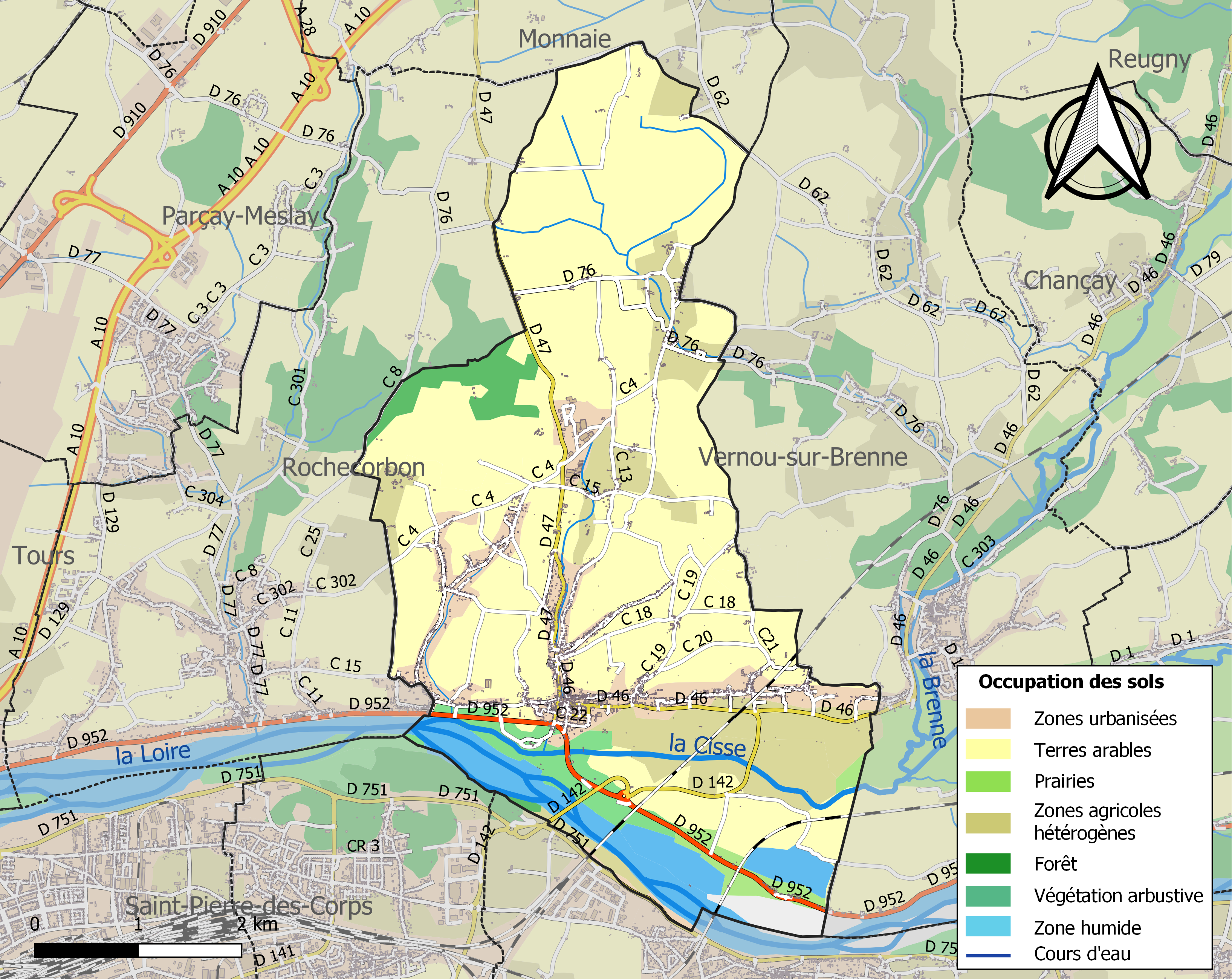
Kaart van de gemeente met de belangrijkste infrastructuur, bodemgebruik en omliggende gemeenten

## Demografie
Onderstaande figuur toont het verloop van het inwonertal (bron: INSEE-tellingen).